# Calea ferată Buziaș–Jamu Mare
Calea ferată Buziaș-Jamu Mare este o magistrală secundară de cale ferată (magistrala CFR 916a) care leagă orașul Buziaș de Jamu Mare, în extremitatea sudică a județului Timiș. Are o lungime totală de 56 km. Este o linie simplă, neelecrificată. 

## Istorie
Astăzi Jamu Mare este capăt de linie ferată, însă până în anii '25-30 a existat o linie funcțională care traversa granița cu Serbia, trecea prin Veliko Središte și se termina în Vârșeț, astăzi în Serbia. Sectorul dintre Gătaia și Vârșeț a fost primul care a fost dat în funcțiune, în data de 3 iulie 1896. Avea 44 km. Doi ani mai târziu, la 22 iulie 1898, a fost deschisă și linia Gătaia - Buziaș - Lugoj, în lungime totală de 58,1 km. După reorganizarea căilor ferate române, Buziaș și Jamu Mare au devenit capăt de linie pentru magistrala secundară 916a, în timp ce segmentul de la Buziaș la Lugoj a intrat în componența magistralei 916.